# Опсада замка Макишима
Опсада замка Макишима (јап. 槇島城の戦い) била је победа Ода Нобунаге над присталицама шогуна Ашикага Јошиакија.

## Позадина
Несугласице између шогуна Јошиакија и Ода Нобунаге, који је од освајања власти у Кјоту управљао војском и провинцијама потпуно по свом нахођењу, почеле су одмах по шогуновом ступању на власт (1568). Како би спречио сваки Јошиакијев покушај да се стварно умеша у државне послове, Нобунага је почетком 1570 (23. јануара) натерао шогуна да потпише званичну изјаву, којом је обећао да неће издавати никакве наредбе без Нобунагиног пристанка. Упркос томе, Јошиаки је покушао да на разне начине заобиђе Нобунагу и ојача свој положај, што није прошло незапажено: у септембру 1572. Нобунага му је упутио званичан протест у 17 тачака, којим је оптужио шогуна за дволичност и злоупотребу положаја. Најважније Нобунагине замерке Јошијакију биле су:
- небрига о потребама царског двора,
- слање писама и наређења у провинције у тајности,
- окупљање и награђивање нових присталица без икаквих заслуга у служби,
- склањање драгоцености из шогунове палате,
- конфисковање имовине храмова,
- грубо поступање са Нобунагиним присталицама, њиховим женама и слугама,
- запостављање старих и заслужних присталица, за које се Нобунага лично заложио,
- игнорисање Нобунагиних савета,
- заплена имовине преминулих дворана без икакве кривице,
- давање помиловања за новац,
- примање поклона у новцу од обласних господара и гомилање новца,
- продаја залиха пиринча у војним складиштима замка Ниђо (спремљених за случај опсаде) за новац,
- награђивање шогунових љубавника местима у државној служби.
- да шогунове присталице и дворани гомилају новац, као и шогун, како би могли у сваком тренутку да напусте Кјото,
- да је шогун међу простим народом изашао на лош глас због похлепе.[1]

Из Нобунагиних замерки јасно се види да је до јесени 1572. Јошиаки покушавао да на разне начине сакупи новац и обезбеди властите присталице у Кјоту и савезнике међу обласним господарима у провинцијама. Јошиаки је задужио Нобунагине заклете непријатеље, Азаи Нагамасу из Омија и Асакура Јошикаге-а из Ечизена, који су крајем 1570 (после пораза у бици код Анегаве), били опседнути на планини Хиеи у Кјоту, када је у њихову корист интервенисао код Нобунаге и наредио примирје.

### Рат шогуна против Ода Нобунаге
Отворено увређен од Нобунаге, Јошијаки је почетком 1573. у тајности планирао побуну против Нобунаге. Војно-политичка ситуација изгледала је крајње неповољно по Нобунагу: устанак Ико-секте (у провинцијама Изе, Оми и Сецу) био је у пуном јеку и напади на њихова главна упоришта у Осаки и Нагашими били су одбијени. На истоку су Нобунагине снаге поражене од Такеда Шингена у бици код Микатагахаре (крајем децембра 1572) у Тотомију, а на северу су стајале непоражене војске кланова Азаи и Асакура у Омију и Ечизену. У самим Домаћим провинцијама око Кјота, у априлу 1572. побунили су се против Нобунаге господари Мијоши Нагајоши (у замку Вакае у провинцији Кавачи) и Матсунага Хисахиде и његов син (који су држали замкове Шиги и Тамон код Наре у провинцији Јамато). Уз то, стари Нобунагини непријатељи Хосокава Рокуро и Иванари Томомичи вратили су се у Кјото из изгнанства и добили помиловања.

### Прва битка и помирење
Почетком фебруара 1573. шогун је отворено иступио против Нобунаге: његове присталице (око 10.000) утврдиле су се у замку Имакатата и подигле тврђаву Ишијама у провинцији Оми источно од Кјота као главну базу операција. У одговор, Нобунага је већ 20. фебруара послао своје најбоље војсковође у напад: недовршена тврђава Ишијама заузета је за три дана (24-26. фебруара), а 29. фебруара замак Имакатата освојен је на јуриш.
25. марта сам Нобунага је кренуо на Кјото: у престоници, шогунове присталице спалиле су његову недовршену палату, на шта је Нобунага одговорио спаљивањем предграђа (3. априла), а сутрадан и читавог северног Кјота. Пошто је Нобунагина војска опсела шогунову палату, Јошиаки је пристао на преговоре и капитулирао 6. априла 1573: шогун се потчинио Нобунаги, али је задржао замак Ниџо у Кјоту и остао на положају.

## Битка
Такво отворено гажење његовог угледа било је неприхватљиво за шогуна, и примирје је потрајало свега три месеца. Јошиаки се поново побунио већ 3. јула 1573. и затворио се у тврђаву Макишима у провинцији Јамаширо, јужно од Кјота. У замку Ниџо у престоници утврдили су се шогунове присталице Хино Терусуке, Такакура Нагасуке, Исе Садатаме и Мицубиши Фуџихиде.  На шогунов позив, устали су и Нобунагини стари непријатељи, присталице Мијоши тријумвирата. У провинцији Јамаширо Иванари Томомичи затворио се у замак Јодо (између Кјота и Макишиме), а шогунове присталице Ватанабе Кунаи и Исогаи Шинемон саградили су тврђаву Ишијоџи у подножју планине Хиеи, док је Јамамото Цушима подигао тврђаву Шизухарајама северно од Кјота. У северном Кавачију Мијоши Нагајоши утврдио је замак Ваке, а у провинцији Јамато Матсунага Хисахиде и његов син држали су замкове Шиги и Тамон (код Наре).
Нобунага је веома брзо реаговао: већ 6. јула укрцао је војску на бродове и прешао језеро Бива, искрцавши се код Сакамото-а. Нобунагина војска ушла је у престоницу већ 7. јула и опколила надмоћним снагама Ниџо, чија се посада предала без борбе, а шогунови људи су сви до једног предали таоце и прешли Нобунаги.
16. јула Нобунага је напустио Кјото и кренуо на југ: његова војска масовно је прешла моћну реку Уџи 18. јула око 10 сати ујутро (Сат Змије) и подишла тврђави Макиношима. Шогунова лака пешадија (ашигару) испала је из замка и покушала да задржи Нобунагину претходницу, али је потиснута натраг изгубивши преко 50 виђенијих ратника. Уследио је општи напад на тврђаву и Нобунагина војска је већ при првом јуришу пробила спољашњи бедем Макиношиме са све четири стране. Запаливши замак, Нобунагини људи продрли су у унутрашње двориште: шогун Јошиаки био је принуђен да лично уће у борбу, али је убрзо заробљен. Тако је замак Макошима, сматран најјачом тврђавом у провинцији Јамаширо, освојен на јуриш 18. јула 1573.

## Последице

### Гушење побуне у провинцији Јамаширо
Шогунове присталице у провинцији Јамаширо убрзо су савладане: до 21. јула тврђава Ишијоџи на планини Хиеи предала се без борбе, а Исогаи Шинемон побегао је у планине провинције Киј, где је ускоро убијен. Иванари Томомичи, опкољен у замку Јодо јужно од Кјота, погинуо је у самоубилачком јуришу из замка након што је Тојотоми Хидејоши наговорио његове вазале да га издају и избаце из тврђаве. Једино је Јамамото Цушима у тврђави Шизухарајама северно од престонице успео да се одржи још неко време: Акечи Мицухиде опседао га је све до почетка октобра, и најзад га погубио лукавством.

### Гушење побуне у провинцији Кавачи
У провинцији Кавачи, Мијоши Нагајоши одржао се у замку Ваке до почетка новембра 1573, када су тројица његових главних вазала, у замену за помиловање од Нобунаге, убила његовог верног кастелана Канејама Нобусаду и пустила Нобунагине трупе у тврђаву. Опкољен у главној кули, Мијоши је лично погубио своје жене и синове, а затим изашао и напао читаву Нобунагину војску са још тројицом верних ратника. Његова херојска смрт описана је у Хроници господара Нобунаге са нескривеним дивљењем.

### Гушење побуне у провинцији Јамато
У провинцији Јамато Матсунага Хисахиде одржао се до зиме, када је добио помиловање од Нобунаге (децембра 1573): по уговору о капитулацији, његов син Матсунага Хисахичи предао је замак Тамон код Наре 26. децембра 1573 (по грегоријанском календару 18. јануара 1574), а дванаест дана касније Хисахиде је посетио Гифу, где се лично извинио Нобунаги и однео му дарове. 

### Крај шогуната Ашикага
После победе, Ода Нобунага се није усудио да погуби шогуна, чија је личност у оно време сматрана светом и неповредивом, плашећи се осуде и непријатељства читаве земље. Уместо тога, Ашикага Јошиаки је протеран у замак Вакае у провинцији Кавачи у пратњи Тојотоми Хидејошија, док је његов новорођени син остао уз Нобунагу као талац. Међутим, шогунов двор и чиновници су распуштени, и Нобунага је преузео непосредно управљање престоницом: Нобунагин вазал Мураи Нагато постављен је за гувернера Кјота. Био је то de facto крај шогуната Ашикага, иако се Ашикага Јошиаки званично одрекао титуле шогуна тек 1588.